# 蘇特大道車站
蘇特大道車站（英語：Sutter Avenue station）是紐約地鐵BMT卡納西線的一個地鐵站，位於布魯克林布朗斯維爾及東紐約邊界凡辛德倫大道及蘇特大道交界，設有L線（任何時候停站）列車服務。

## 車站結構
| P 月台層 | 側式月台 | 側式月台                                      |
| P 月台層 | 西行     | ← 往第八大道 (大西洋大道)                     |
| P 月台層 | 東行     | → 往卡納西-洛克威公園道 (利沃尼亞大道) →      |
| P 月台層 | 側式月台 |                                               |
| M        | 夾層     | 車站屋、閘機、車站詢問處、MetroCard自動售票機 |
| G        | 街道層   | 出入口                                        |

此高架車站在1906年12月28日通車，設有兩個側式月台和兩條軌道。

## 外部連結
- nycsubway.org—BMT Canarsie Line: Sutter Avenue
- Station Reporter — L Train
- The Subway Nut — Sutter Avenue Pictures （页面存档备份，存于）
- MTA's Arts For Transit — Sutter Avenue (BMT Canarsie Line)
- Sutter Avenue entrance from Google Maps Street View （页面存档备份，存于）
- Platforms from Google Maps Street View